# کالج UEI
کالج UEI یک کالج حرفه ای خصوصی است که در ایالت‌های کالیفرنیا، واشینگتن، آریزونا و جورجیا ایالات متحده واقع شده‌است. این متخصص در آموزش کوتاه مدت فنی و حرفه ای است تا دانش آموزان را برای موقعیت‌های ابتدایی در صنایعی مانند مراقبت‌های بهداشتی، تجارت و مشاغل حرفه ای آماده کند. این مدرسه در سال ۱۹۸۲ به عنوان مؤسسه آموزشی متحد تأسیس شد و در سال ۲۰۰۹ نام خود را به کالج UEI تغییر داد.
کالج‌های UEI در هانتینگتون پارک، آناهیم، چولا ویستا، وست کووینا، انسینو، انتاریو، سن مارکوس، استاکتون، فینیکس و مورو توسط شورای اعتباربخشی برای آموزش و آموزش مداوم (ACCET) معتبر هستند.